# Tyger
Tyger — тридцатый крупный релиз и семнадцатый студийный альбом группы Tangerine Dream, вышедший в июне 1987 года на лейбле Jive Records.
Стивен Томас Эрлевайн в своем обзоре для AllMusic отметил, что «Tyger, возможно, не самый доступный из альбомов в каталоге Tangerine Dream, но тем, кто захочет исследовать более авантюрную сторону группы, стоит его послушать». Пластинка основана на поэзии Уильяма Блейка. Три трека содержат тексты из его стихотворений «The Tyger», «London» и «Smile». Трек «London» также включает строки из «A Little Girl Lost», «America: a Prophecy» и «The Fly».
Tyger провел одну неделю в UK Albums Chart, заняв 88-е место и став последним появлением Tangerine Dream в британском чарте.

## Список композиций
Издание 1987 года
| №  | Название                                             | Длительность |
| -- | ---------------------------------------------------- | ------------ |
| 1. | «Tyger»                                              | 5:45         |
| 2. | «London»                                             | 14:22        |
| 3. | «Alchemy of the Heart»                               | 12:23        |
| 4. | «Smile»                                              | 6:08         |
| 5. | «21st Century Common Man (Part 1)» (CD version only) | 4:49         |
| 6. | «21st Century Common Man (Part 2)» (CD version only) | 4:00         |

Переиздание 1992 года
| №  | Название                                             | Длительность |
| -- | ---------------------------------------------------- | ------------ |
| 1. | «Tyger» (re-mixed version)                           | 5:13         |
| 2. | «London»                                             | 14:25        |
| 3. | «Alchemy of the Heart»                               | 12:07        |
| 4. | «Smile» (faster version)                             | 5:53         |
| 5. | «21st Century Common Man (Part 1)» (CD version only) | 4:49         |
| 6. | «21st Century Common Man (Part 2)» (CD version only) | 4:00         |
| 7. | «Vigour»                                             | 4:55         |

## Участники записи
- Эдгар Фрёзе — синтезатор, гитара, продюсер
- Кристофер Франке — синтезатор, электронная перкуссия
- Пол Хаслингер — синтезатор, рояль, гитара
- Джослин Би Смит[англ.] — вокал в песнях «Tyger», «London», «Smile»
- Кристиан Гштеттнер — семплирование

## Позиции в хит-парадах
Еженедельные чарты:
| Хит-парад (1987)                 | Высшая позиция | Пребывание в чарте |
| -------------------------------- | -------------- | ------------------ |
| Великобритания (UK Albums Chart) | 88             | 1 неделя           |